# (3381) Mikkola
(3381) Mikkola (1941 UG) – planetoida z pasa głównego asteroid okrążająca Słońce w ciągu 3,85 lat w średniej odległości 2,45 j.a. Odkryła ją Liisi Oterma 15 października 1941 roku.